# Gola profunda
La gola profunda és una pràctica sexual en la qual tot el penis erecte s'insereix profundament en la boca d'una altra persona, de tal manera que arriba a la gola d'aquesta. Aquesta pràctica és sovint representada en la pornografia, pot provocar nàusees i impedir la respiració de la persona que la realitza. Si la parella sosté el seu cap amb les mans sense permetre-li treure el penis, el dolor físic s'incrementa i es tracta d'una agressió sexual. Per evitar les nàusees i l'obstrucció de la respiració, es recomana fer ús d'una mà al voltant de la base del penis durant la fel·lació perquè no arribi a la part posterior de la boca. La mà també pot produir més estimulació del penis.